# 桃园镇 (石家庄市)
桃园镇，是中华人民共和国河北省石家庄市长安区下辖的一个乡镇级行政单位。

## 行政区划
桃园镇下辖以下地区：
桃园社区、柳辛庄社区、庄窠社区、镇直社区、柳林铺社区、柳董庄社区、肖家营联合社区、陈章联合社区、红旗社区和学府路联合社区。

## 交通
- 京广铁路：柳辛庄站